# 蒲庶庇
蒲庶庇位於南澳州阿德萊德北部，距離阿德萊德市中心5公里，是蒲庶庇市之市中心，亦是蒲庶庇市政局所在地。週邊地區包括喬賓、福至來、密甸地、德雲柏。蒲庶庇在蒲庶庇市中佔地最大的區域（約71%）。
蒲庶庇東至大北道、西至高勒線，中間有兩條主要道路穿過，包括蒲庶庇道、邱吉爾道。

## 歷史
早期蒲庶庇村（英語：Prospect Village）位於油泰來區域的373及349號私人地段。
1838年，歐洲移民登陸後，認為當地具「美麗前景」之氣色；又形容是「樹木繁茂，樹膠飄蕩，樹蔭陰沉」。隨南澳殖民地成立，威廉·禮智上校就隨即將該地命名為蒲庶庇邨（英語：Prospect Village），並歸入「鄉郊地區」。
1872年8月，在蒲庶庇邨居民要求下，蒲庶庇市政局的前身蒲庶庇區議會（英語：District Council of Prospect）成立，脫離油泰來南區議會管治。1944年，市政局通過本區採用蒲庶庇為區名，作為蒲庶庇市之市中心。
蒲庶庇第一個郵政局於1861年啓用，鄰區的廖氏禾富郵政局亦於同年啓用；惟蒲庶庇郵政局於1872年停止服務，1874年廖氏禾富郵政局更名為蒲庶庇郵政局。第二代郵政局為於廖氏禾富第一街，門前種植了兩棵高大的棕櫚樹，從而為人熟知。

### 歷史分區
1940年代，當時的蒲庶庇分為七個區域，蒲庶庇道以西為蒲庶庇邨、Highbury、德利柏。蒲庶庇道以東為百里亞埠、蒲庶庇柏（Prospect Park）、蒲庶庇山（Prospect Hill）、St Johns Wood。
根據1896年的油泰來區域地圖，當時分為更古老的地區：
- 348號地皮，為蒲庶庇邨南部，又被稱為小阿德萊德（英语：Little Adelaide, South Australia）。1830年代末至1830年代初，一位名為「Mr. Tilly」的商家將其分割成不同小地。[8]附近各區被視為蒲庶庇前身，然而位於其南方的鄰區福至來（英语：Fitzroy, South Australia）仍然為獨立區份。
- 371號地皮，大約位於現時界乎玫瑰街（Rose Street）至橄欖街（Olive Street）一段；東西兩邊分別被分割成蒲庶庇北及蒲庶庇西。
- 在369、352號地皮以北為「蒲庶庇延伸區域」（Prospect Hill Extension），後來被劃為 St Johns Wood、蒲庶庇山及Claraville。
- 利真士道（英语：Regency Road, Adelaide）以南為立咸（Reepham）；該地名雖然已被廢除，但位於邱吉爾道（英语：Churchill Road, Adelaide）仍然有一間「立咸酒店」（Reepham Hotel）。
- 高勒線（英语：Gawler railway line）以東、邱吉爾道以西，曾為伊士靈敦（英语：Islington, South Australia）的一部份（原屬376號地皮）。地名雖然已被廢除，但伊士靈敦站（英语：Islington railway station）仍以此命名；值得一提是，只有往阿德萊德站方向的月台屬於蒲庶庇範圍，另一邊往高勒方向的月台為利真士柏（英语：Regency Park, South Australia）範圍。
- 利真士道以北的354號地皮，為現時蒲庶庇最東北端，毗鄰恩埠南（Enfield South）、Dingley Dell兩區（現已歸入百里亞埠）
- 利真士道以北的357號地皮，為現時蒲庶庇最西北端，曾屬譚澳山打東（Tam O'Shanter East），現已歸入利真士柏區域。

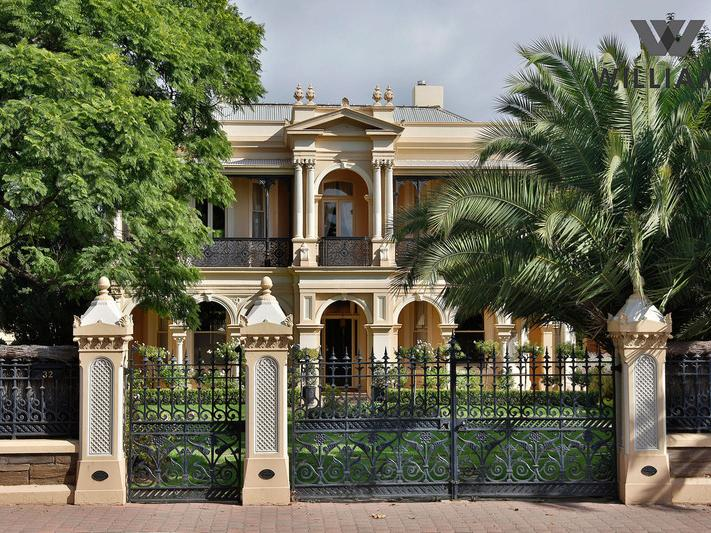
Audley House, a Victorian mansion at 32 Prospect Road on the southern border of Prospect, was built in 1885.

## 綠色空間
蒲庶庇隋圓球場是蒲庶庇的主要體育場地，位於Menzies Crescent。而其他較大型的公園包括將士紀念花園遊樂場（Soldier's Memorial Gardens）、聖海倫公園（St Helens Park）、蒲庶庇邨自然護理區（Prospect Estate Reserve）以及白加花園（Barker Gardens）。
將士紀念花園（Soldier's Memorial Gardens）（地標：34°53'7.75"S 138°35'56.91"E）是蒲庶庇佔地最大的公園。設有開放草地、一個遊樂場，網球場和一個公園表演舞台。另設沙坑，水景，人行天橋，文物保護棚及社區花園。
聖海倫公園（St Helens Park）（地標：34°53'33.35"S 138°35'43.33"E），位於蒲庶庇道，設有遊樂場，公共燒烤爐，玫瑰花園和攀援樹木。 另外可經冠雅道（Koonga Avenue）進入公園後門。 聖海倫公園已舉辦蒲庶庇市春季博覽會將近四十年。
白加花園（Barker Gardens）（地標：34°53'3.39"S 138°35'38.96"E）位於亞發道（Alpha Road）及蒲庶庇道交界，設立目的是紀念澳洲士兵，玫瑰花園和花園拱門的紀念碑。 在聖誕節期間，其燈光展覽中很受歡迎。

## 教育
蒲庶庇有數間學校。Rosary School為一間私立羅馬天主教學校、蒲庶庇小學及蒲庶庇北小學。其他學校包括黑修士修道院學校，為私立羅馬天主教男校，提供小學至中學之課程、培士葛書院、基督復臨安息日會附屬學校，提供七年級至十二年級課程。

## 外部連結
- Prospect, South Australia on Trove （页面存档备份，存于）（英文）

34°53′02″S 138°35′38″E / 34.884°S 138.594°E